# Skrytek drobnoowockowy
Skrytek drobnoowockowy (Aphanes inexspectata W. Lippert, właśc. Alchemilla microcarpa Boiss & Reut.) – gatunek rośliny z rodziny różowatych. Jako gatunek rodzimy rośnie w Europie, południowo-zachodniej Azji i północnej Afryce. Ponadto zawleczony do Ameryki Północnej. We florze Polski jest archeofitem i występuje rzadko.

## Morfologia
PokrójDorasta do 15 cm wysokości.
ŁodygaCienka w formie leżącej.
LiściePodługowato-lancetowate, na szczycie zwężone.
KwiatyZebrane w pęczki, rozmieszczone w kątach liści łodygowych. Okres kwitnienia maj – wrzesień.
OwocOwocem jest drobny, gruszkowaty orzech ukryty w kielichu. Roślina rozmnażana jest z nasion.

## Biologia i ekologia
Roślina jednoroczna. Występuje jako dość rzadki chwast na polach piaszczystych, ubogich w składniki mineralne, w zachodniej części kraju. Gatunek charakterystyczny podzwiązku Arnoseridenion minimae.

## Zagrożenia i ochrona
Gatunek umieszczony na Czerwonej liście roślin i grzybów Polski (2006) i na obszarze Polski uznany za narażony (kategoria zagrożenia V). W wydaniu z 2016 roku otrzymał kategorię DD (stopień zagrożenia nie może być określony).